# Electrónica flexible
La electrónica flexible, también conocida como circuitos flexibles, es una tecnología para el montaje de circuitos electrónicos mediante el montaje de los dispositivos electrónicos en sustratos de plástico flexibles, tales como poliimida, PEEK o película conductora de poliéster transparente. Además, los circuitos flexibles pueden ser circuitos de plata serigrafiados  en poliéster. 
Los conjuntos electrónicos flexibles pueden ser fabricados usando componentes idénticos a los utilizados para los rígidos en placas de circuito impreso, permitiendo que la placa se ajuste a una forma deseada o se flexione durante su uso. Estos circuitos impresos flexibles (CIF) se hacen con una tecnología de fotolitografía. Una forma alternativa de hacer circuitos de lámina flexible o cables planos flexibles (FFC) consiste en laminar tiras de cobre muy delgadas (0,07 mm) en medio de dos capas de PET. Estas capas de PET, típicamente de 0,05 mm de espesor, están recubiertas con un adhesivo que es termoestable  y que se activa durante el proceso de laminación.
Mediante la electrónica impresa también se pueden fabricar electrónica flexible, dando la posibilidad de que la electrónica pueda ser colocada en superficies curvas, que los dispositivos se puedan doblar de forma repetida e inclusive que se puedan enrollar. La tecnología Ultra Flexible Printed Circuits (UFPC) permite que los componentes electrónicos tradicionales de silicio sean soldados directamente sobre el plástico, siendo aplicada al desarrollo de productos electrónicos flexibles para uso masivo en sectores de mercado tales como la automoción, el transporte, dispositivos médicos, wearables, sensores, etc.

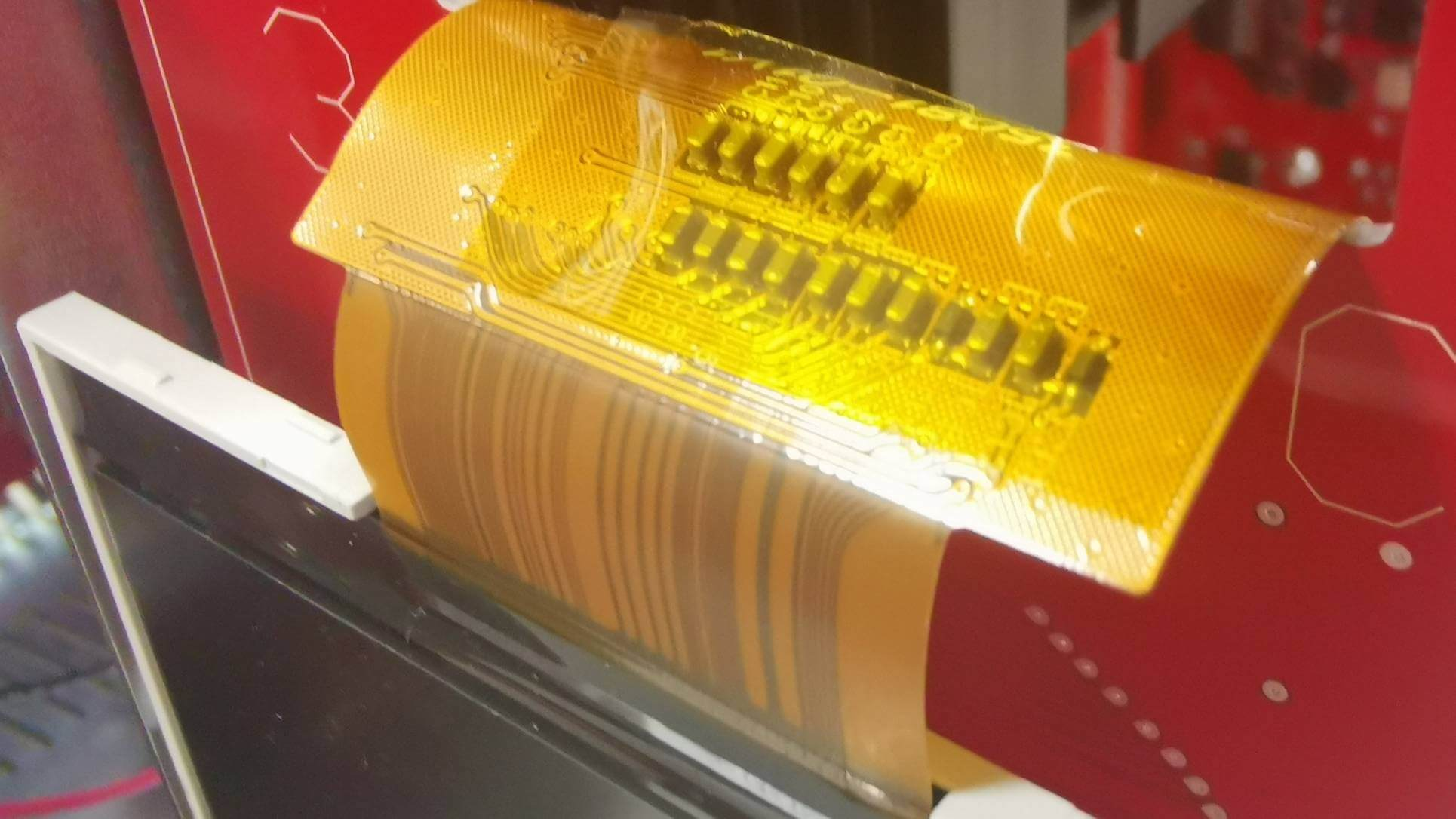
Esta imagen apareció por primera vez en un artículo sobre Flex soldering (Soldado flexible) publicado por una empresa llamada Titoma

### Impresión de circuitos por transferencia
La forma más general de impresión por transferencia utiliza estampas suaves elastoméricas para moderar la transferencia de materia entre un sustrato donador y uno que recibe. El proceso generalmente ocurre en dos etapas: recuperación/recogimiento de las tintas del sustrato donante e impresión/reparto. Al inicio del proceso se pone en contacto la estampa con el sustrato donante en donde se hallan las tintas con el patrón predefinido. Luego se lleva la estampa hasta el sustrato receptor donde se transfiere el patrón formado con la tinta.
La física asociada con la transferencia de la tinta a los sustratos y la estampa es la mecánica de fracturas que en este caso involucra un sistema de tres capas (estampa,tinta,sustrato) con dos interfaces (estampa/tinta y tinta sustrato). La fractura que ocurre entre la interfaz estampa/tinta y tinta/ sustrato es la que determina si sucede una impresión o se recoge la tinta. Durante el proceso donde se recoge la tinta la interfaz estampa/tinta debe de ser más fuerte que la sustrato/tinta para poder recoger la tinta con la estampa. Durante el proceso de impresión la interfaz estampa/tinta debe de ser más débil que la sustrato/tinta para poder llevar a cabo la impresión. El rendimiento de la impresión por transferencia depende de la habilidad para modificar la adhesión entre los estados fuertes y débiles. Generalmente la adhesión en las interfaces sustrato/tinta se considera constante. Sin embargo la modificación de la adhesión en la interfaz estampa/tinta genera diferentes técnicas de impresión que son: técnica de impresión por transferencia asistida por pegamento y superficies químicas,técnica de impresión por transferencia controlada cinéticamente,técnica de impresión por transferencia dirigida por láser sin contacto, técnica de impresión por transferencia inspirada en gecko y la técnica de impresión por transferencia áfido-inspirada (basada en el cambio de áreas de contacto).

#### Técnica de impresión por transferencia asistida por pegamento y superficies químicas[1]
Se usa pegamento o modificaciones químicas de las superficies para modular la fuerza de adhesión de las interfaces.
La adhesión fuerte que se necesita para recoger la tinta  se realiza mediante el químico Si-O-Si enlazando las superficies de una estampa ligeramente oxidad de PDMS y una película fresca de SiO2 generada encima de la tinta. La impresión se lleva a cabo cubriendo la estampa con pegamento parcialmente curado que se termina de curar ya que la tinta ha entrado en contacto con el sustrato que la recibe. La desventaja de este método es que la estampa tiene que ser reemplazada frecuentemente por la reacción del Sio2 y por la contaminación de la estampa por el pegamento.
Otro proceso más sencillo donde se usa pegamento se usan cintas que se pueden disolver o remover con calor en las estampas. La fuerte adhesión entre la cinta y la tinta hace esta técnica muy eficiente así como la reducción de la adhesión con un solvente o temperatura para liberar la tinta de la estampa una vez está sobre el sustrato que ha de recibirla.

#### Técnica de impresión por transferencia controlada cinéticamente[1]
Esta técnica se basa en el efecto de la dependencia de la viscoelasticidad de las estampas para recoger y depositar la tinta. Recoge las tintas a altas velocidades (10mm/s o más) y las deposita en el sustrato donde se imprime a una velocidad baja (‹1mm/7s). Existe una velocidad crítica que si es rebasada se recogerá la tinta y si se mueve más lento se depositará.

#### Técnica de impresión por transferencia dirigida por láser sin contacto[1]
En esta técnica se calienta la estampa en la interfaz estampa/tinta más allá de los 275 °C y así se logra una delaminación que permite a la impresión de transferencia sin contacto operar con independencia de la geometría y propiedades del sustrato que ha de recibir la tinta. La estampa de PMSD se pone en contacto con la tinta y luego se lleva a algunos micrómetros de distancia del sustrato donde se va a imprimir y allí se usa un láser pulsado para calentar la interfaz estampa/tinta. Una vez que la tasa de liberación de energía alcanza su valor crítico la tinta comienza a delaminarse y caer en el sustrato.

#### Técnica de impresión por transferencia inspirada en gecko[1]
La almohadilla gecko está caracterizada por su fuerza de adhesión superior, reusabilidad , tolerancia a los sustratos y fácil separación derivados del acomodo jerárquico de estructuras fibrilares y la adhesión dependiente de la dirección de setas y espátulas controladas por deformaciones mecánicas producidas por la carga vertical y horizontal del componente.

#### Técnica de impresión por transferencia áfido-inspirada[1]
Esta técnica se basa en almohadillas inflables. Las almohadillas se ponen en contacto con la tinta desinfladas y se inflan aumentando la presión de la tinta con el sustrato que va a recibir la tinta.

#### Técnica de impresión por serigrafía
La serigrafía, una técnica ampliamente adoptada en la industria de la impresión, ha encontrado su lugar en el ámbito de la electrónica flexible. Su versatilidad y capacidad para depositar capas gruesas de tintas la convierten en ideal para crear pistas conductoras, sensores y otros componentes electrónicos. Además, la serigrafía ofrece ventajas como alta productividad, bajos costos de producción y compatibilidad con una amplia gama de sustratos, incluyendo materiales flexibles. Estas características la convierten en la elección preferida para la producción a gran escala de dispositivos de electrónica impresa.

## Aplicaciones
La electrónica flexible que se está utilizando o se está proponiendo incluye sensores inalámbricos para envases, parches para la piel que se comunican con Internet y edificios que detectan fugas para permitir el mantenimiento preventivo. La mayoría de estas aplicaciones aún se encuentran en fase de prototipaje y desarrollo. Existe un interés especialmente creciente por los sistemas electrónicos inteligentes flexibles, incluidos los dispositivos fotovoltaicos, de detección y procesamiento, impulsado por el deseo de extender e integrar los últimos avances en tecnologías (opto)electrónicas en una amplia gama de productos de bajo coste (incluso desechables), productos de consumo de nuestra vida cotidiana, y como herramientas para unir el mundo digital y físico.
La empresa noruega ThinFilm demostró la memoria orgánica impresa roll-to-roll en 2009.
Otra empresa, Rotimpres con sede en Girona (España), ha introducido con éxito aplicaciones en distintos mercados como por ejemplo; calentadores para muebles inteligentes o para evitar la niebla e interruptores capacitivos para teclados en electrodomésticos y máquinas industriales. 